# Rudolf Holý
Rudolf Holý byl český fotbalista, záložník z počátků českého sportu na přelomu 19. a 20. století. Přispěl k tomu, že mužstvo Slavie Praha bylo na počátku 20. století považováno za jedno z nejlepších na kontinentu. Ve Slavii hrál v letech 1909 až 1914. Se Slavií získal jeden mistrovský titul, který je dnes považován za oficiální – vyhrál Mistrovství Českého svazu fotbalového 1913. Třikrát získal Pohár dobročinnosti (1910, 1911 a 1912). Byl amatérským mistrem Evropy organizace UIAFA 1911.